# Bagre marinus
Bagre marinus és una espècie de peix de la família dels àrids i de l'ordre dels siluriformes.

## Morfologia
- Els mascles poden assolir 69 cm de longitud total i 4.360 g de pes.[2]
- Les aletes dorsal i pectoral són verinoses per estar equipades amb una espina erèctil carregada de verí.[3]

## Alimentació
Menja peixets i invertebrats.

## Depredadors
Als Estats Units és depredat per Carcharhinus leucas.

## Hàbitat
És un peix demersal i de clima subtropical que viu entre 0-50 m de fondària.

## Distribució geogràfica
Es troba a l'Atlàntic occidental: Golf de Mèxic, Cuba, oest del Carib i el nord de Sud-amèrica.

## Ús comercial
La seua carn és bona i es comercialitza fresc.